# Drymonia killipii
Drymonia killipii är en tvåhjärtbladig växtart som beskrevs av Wiehler. Drymonia killipii ingår i släktet Drymonia och familjen Gesneriaceae. Inga underarter finns listade i Catalogue of Life.